# Puch bei Hallein
Puch bei Hallein, im Salzburger Dialekt Buach [buɐ̯x], ist eine Gemeinde mit 4831 Einwohnern (Stand 1. Jänner 2024) im Salzburger Land im Bezirk Hallein  in Österreich.

## Geographie
Puch bei Hallein liegt im Tennengau im Salzburger Land. Die Grenze im Westen bildet die Salzach. Diese fließt in einer Meereshöhe von 440 Meter. Nach Osten steigt das Land zu den bewaldeten Bergen Eberstein (776 m), Raucheck (804 m), Schatteck (922 m) und Schwarzenberg (1334 m) an, um dann zum Almbach und dem Wiestalstausee auf 560 Meter abzufallen.
Die Gemeinde hat eine Fläche von 21,01 Quadratkilometer. Davon sind 26 Prozent landwirtschaftliche Nutzfläche und 59 Prozent Wald.

### Gemeindegliederung
Das Gemeindegebiet umfasst folgende drei Ortschaften (in Klammern Einwohnerzahl Stand 1. Jänner 2024):
- Hinterwiestal (160)
- Puch (4160)
- Sankt Jakob am Thurn (511)

Die Gemeinde besteht aus den Katastralgemeinden Hinterwiesthal, Thurn und Thurnberg.

### Nachbargemeinden
| Anif (Bez. Sbg.-Umgebung) | Elsbethen (Bez. Sbg.-Umgebung)              | Ebenau (Bez. Sbg.-Umgebung) |
| Hallein ∗                 | Kompassrose, die auf Nachbargemeinden zeigt |                             |
|                           | Oberalm                                     | Adnet                       |

∗ Gemeindegebiet, Taxach, die Stadt Hallein selbst liegt genau südlich, hinter Oberalm

## Geschichte

### Gemeindename

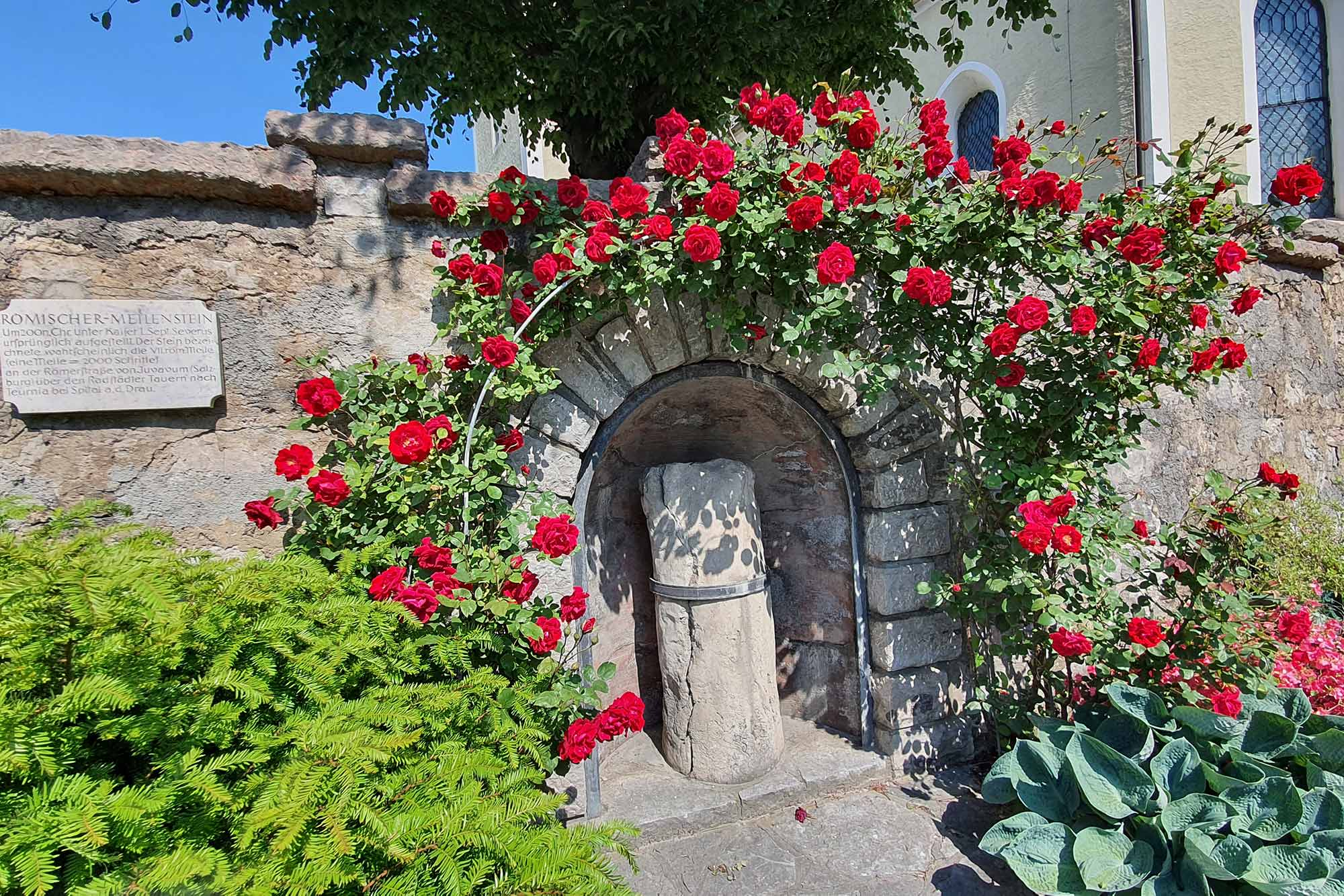
Römischer Meilenstein

Der Name Puch wird erstmals in einer Urkunde im Jahr 930 als pouche erwähnt und wurde im 17. Jahrhundert noch als Buch geschrieben. Dieser Name verschwand und bis 1905 hieß die Gemeinde Thurnberg (heute Katastralgemeinde). Erst unter Bürgermeister Schweitl beschloss man im Jahr 1905, den Ortsnamen Puch in der heutigen Form einzuführen.

### Ortsgeschichte
Ein römischer Meilenstein, der sich heute an der Friedhofsmauer befindet, bezeichnet die 7. Meile der wichtigen römischen Handelsstraße Juvavum – Teurnia (Salzburg – Spittal in Kärnten, was also der heutigen Tauern Autobahn A 10 entspricht) und wurde um das Jahr 200 n. Chr. unter dem Kaiser Septimius Severus aufgestellt.
Das Schloss Puchstein scheint laut alten Chroniken erstmals im Jahr 822 auf und wurde im Mittelalter zur Überwachung der Salzschifffahrt verwendet. Ende des 17. Jahrhunderts wurde das Schloss, welches in der Folge als Miethaus mit zahlreichen Herbergen diente, in die jetzige Gestalt gebracht. Während es zu Beginn dieses Jahrhunderts noch der Pfarre Puch grundherrlich unterworfen war, ist der Besitz heute unter sechs Wohnungseigentümern aufgeteilt. Das Schloss Urstein, das im 15. Jahrhundert im Besitze der Familie Golser urkundlich aufscheint, entstand in seiner heutigen Form im Jahr 1691 unter Alfons Dückher Freiherr von Haslau. Diese aus dem baltischen stammende Familie besaß dieses Schloss bis zum Jahr 1867. Bis 2002 war es im Besitz der Familie Kuhlmann. Eigentümer danach wurde die Privatstiftung Akademie Schloss Urstein. Die Pfarrkirche ist ein schöner, gotischer Bau mit Spitzhelmturm, im 14. Jahrhundert erbaut. Der barocke Hochaltar stammt aus dem Jahr 1685. 1735 wurde das barocke Seitenschiff dazugebaut, worin sich zwei geschnitzte Holzaltäre befinden. An der Kirchenmauer befinden sich mehrere große Grabplatten aus rotem Adneter Marmor (ein Kalkstein), unter anderem auch von Georg Golser (1465–1489), Bischof von Brixen. Im Glockhaus der Pfarrkirche ist in einer Nische ein holzgeschnitzter Palmesel mit der Christusfigur untergebracht, der alljährlich am Palmsonntag bei der Prozession mitgetragen wird.
Die Gemeinde Puch mit den Ortsteilen Sankt Jakob am Thurn und Hinterwiestal zählt zu den beliebten Naherholungs- und Fremdenverkehrsgebieten im Bergland südöstlich der Landeshauptstadt Salzburg und entwickelt sich immer mehr auch zu einem Wohngebiet in unmittelbarer Stadtnähe.
Im Mai 2015 wurde die neugebaute Justizanstalt Salzburg in Urstein in Betrieb genommen. Bei moderneren Haftbedingungen als zuvor in der Stadt Salzburg arbeiten rund 200 Häftlinge darin in 12 hauseigenen Betrieben, die 400.000 € pro Jahr erwirtschaften.

## Politik

### Gemeinderat
| Gemeinderatswahl 2024Wahlbeteiligung: 71,8 % 6050403020100 43,9 % (−15,9 %p)31,0 % (−1,2 %p)17,0 % (n. k. %p)8,1 % (+0,1 %p) ÖVPSPÖGRÜNEFPÖ20192024 |

Die Gemeindevertretung hat insgesamt 21 Mitglieder.
- Mit den Gemeindevertretungs- und Bürgermeisterwahlen in Salzburg 2004 hatte die Gemeindevertretung folgende Verteilung: 12 ÖVP, 6 SPÖ, 2 Grüne, und 1 FPÖ.
- Mit den Gemeindevertretungs- und Bürgermeisterwahlen in Salzburg 2009 hatte die Gemeindevertretung folgende Verteilung: 12 ÖVP, 7 SPÖ, 1 FPÖ, und 1 Grüne.
- Mit den Gemeindevertretungs- und Bürgermeisterwahlen in Salzburg 2014 hatte die Gemeindevertretung folgende Verteilung: 13 ÖVP, 5 SPÖ, 2 Grüne, und 1 FPÖ.
- Mit den Gemeindevertretungs- und Bürgermeisterwahlen in Salzburg 2019 hatte die Gemeindevertretung folgende Verteilung: 13 ÖVP, 7 SPÖ und 1 FPÖ.
- Mit den Gemeindevertretungs- und Bürgermeisterwahlen in Salzburg 2024 hat die Gemeindevertretung folgende Verteilung: 10 ÖVP, 7 SPÖ, 3 Grüne und 1 FPÖ.[5]

### Bürgermeister
- 1974–1989 Simon Hetz[6]
- 1989–1999 Jakob Gfrerer[7]
- 1999–2024 Helmut Klose (ÖVP)[8]
- seit 2024 Barbara Schweitl (SPÖ)[9][10]

### Wappen
Die Blasonierung des Wappens der Gemeinde ist:
In silbernem Schild eine in landesüblicher Form mit roten Marmorplatten abgedeckte silberne Quadermauer, inmitten dieser eine schwarze Bogennische, worin ein aufragender römischer Meilenstein mit schwarzer Inschrift „VII M P“ (septem milia passuum); hinter der Mauer eine grüne Hagebuche.

## Kultur und Sehenswürdigkeiten
- Schloss Puchstein
- Schloss Sankt Jakob am Thurn
- Schloss Urstein

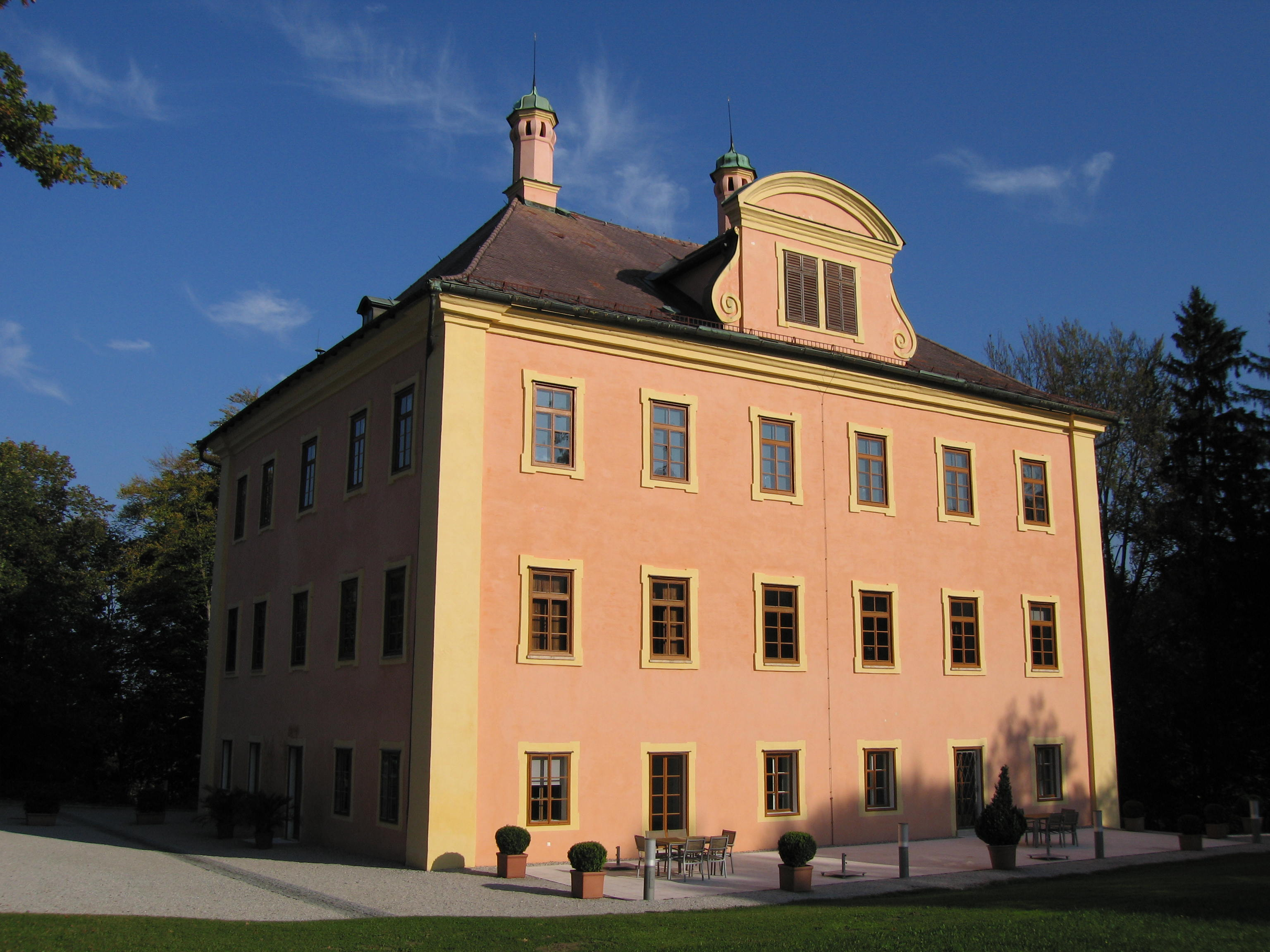
Schloss Urstein

- Katholische Pfarrkirche Puch bei Hallein Mariä Geburt
- Katholische Pfarr- und Wallfahrtskirche St. Jakob am Thurn hl. Jakobus der Ältere

### Sport
Der 1945 gegründete Fußballverein ASVÖ FC Puch spielte zeitweise sogar in der zweiten Österreichischen Bundesliga und diente auch als Kooperationspartner der großen Salzburger Austria. Derzeit spielt der Verein in der Salzburger Liga.

## Wirtschaft und Infrastruktur

### Bildung
In unmittelbarer Nähe zum Schloss Urstein befindet sich seit 2005 die Fachhochschule Salzburg.

### Verkehr
Puch liegt an der Tauernautobahn (mit Anschluss) und ist auch durch die Linie S3 der S-Bahn Salzburg über die Haltestelle Puch bei Hallein sowie Puch Urstein von der Landeshauptstadt Salzburg erreichbar.

## Persönlichkeiten

### Söhne und Töchter der Gemeinde
- Johann Hagenauer (1909–1982), österreichischer Politiker (ÖVP)
- Johann Holztrattner (* 1945), österreichischer Politiker (SPÖ)
- Eli Yablonovitch (* 1946), US-amerikanischer Physiker
- Karl Müller (* 1950), österreichischer Germanist

### Mit der Gemeinde verbundene Persönlichkeiten
- Ingo Baumgartner (1944–2015), österreichischer Politiker (SPÖ)
- Catarina Carsten (1920–2019), deutsch-österreichische Schriftstellerin, lebte von 1964 bis 2019 hier
- Lisa Mayer (* 1954), österreichische Lyrikerin
- Joseph Messner (1893–1969), österreichischer Musiker, Komponist und Priester
- Hans Pexa (1919–1996), österreichischer Politiker (SPÖ)
- Walter Raffetseder (* 1953), Oberstudienrat, Deuter, Vorsitzender der Societas Ottonis Willmannis

## Galerie

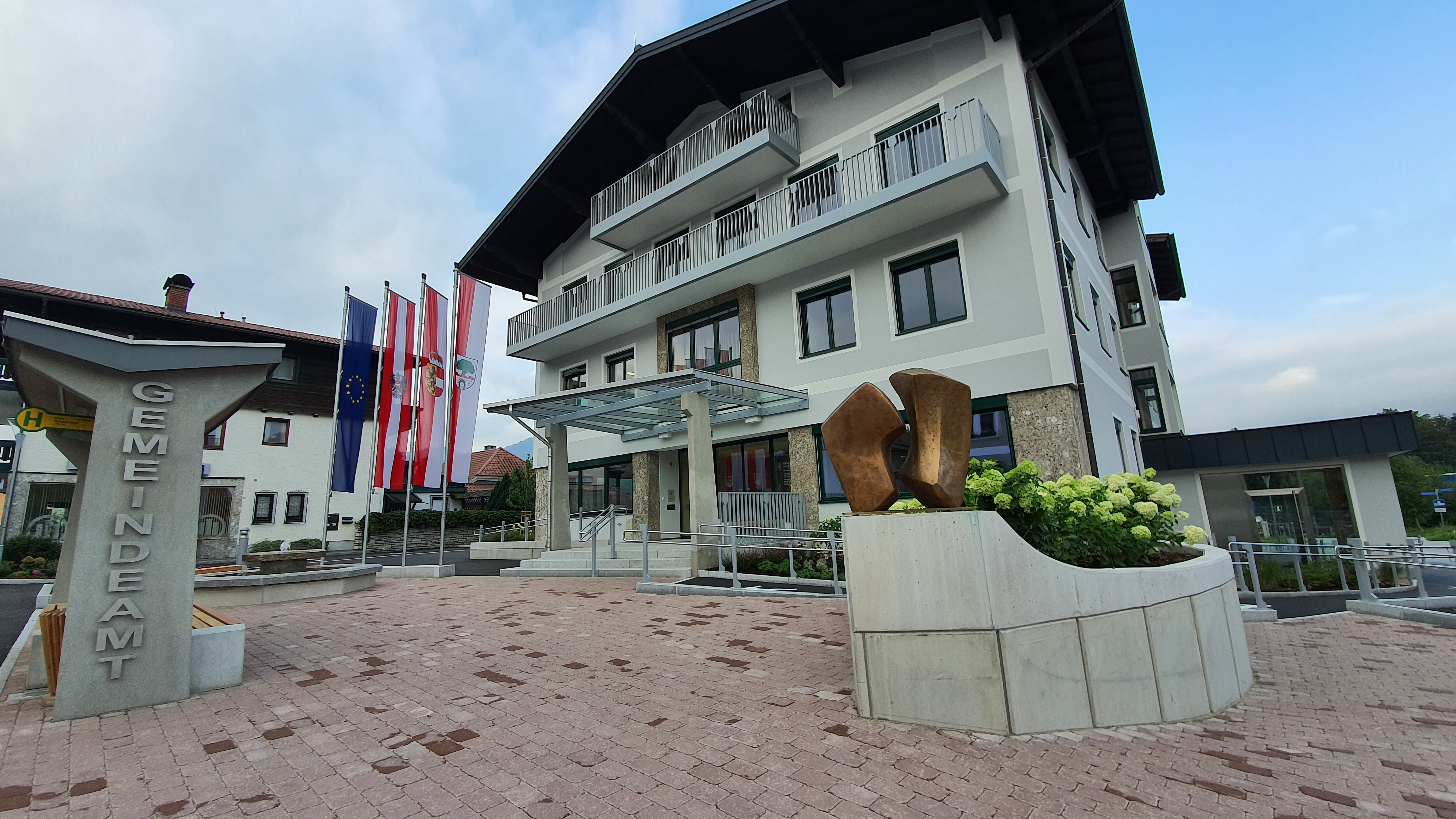
Gemeindeamt Puch mit dem Tourismusbüro
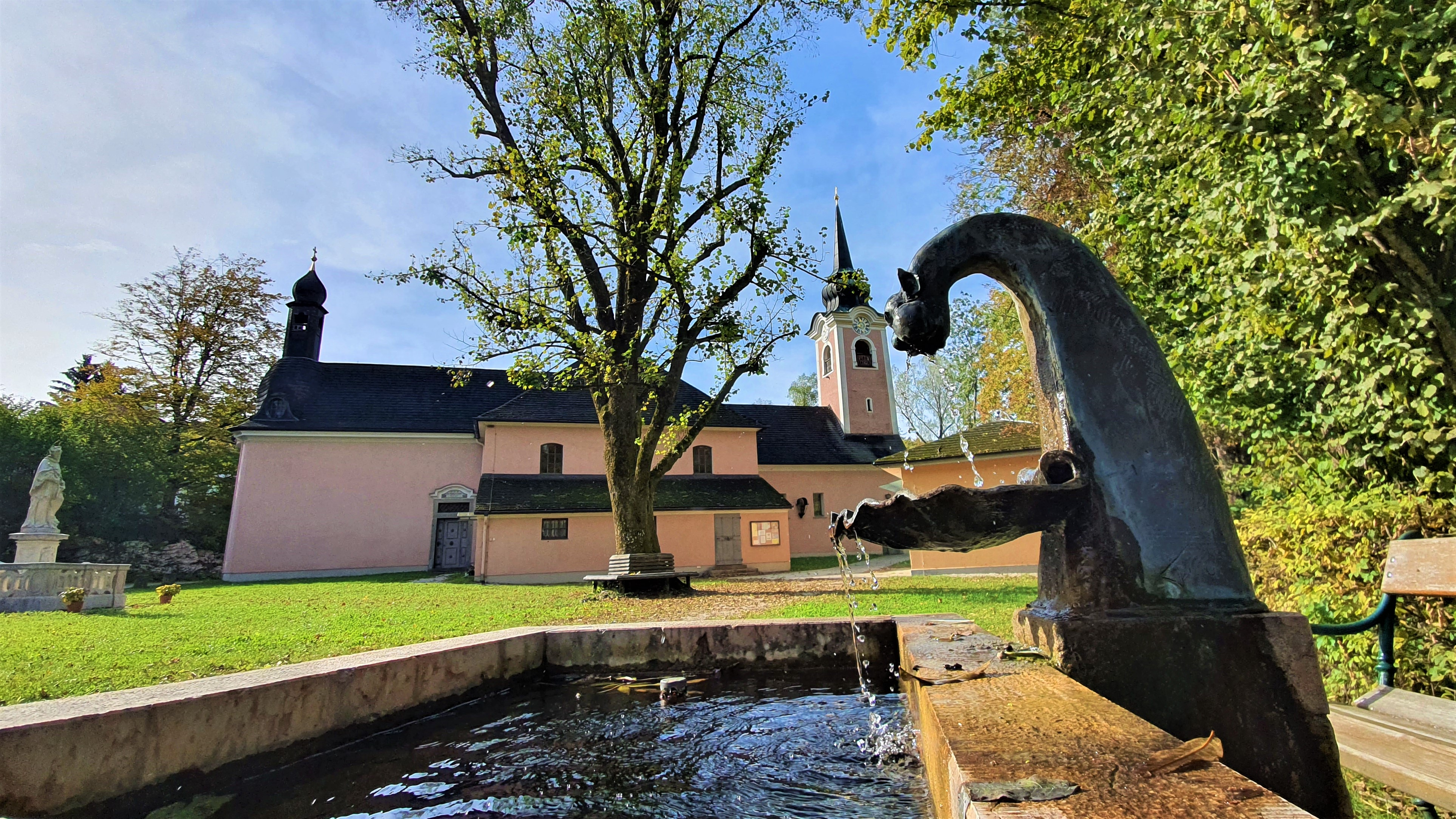
Jakobsbrünnlein vor der Wallfahrtskirche St. Jakobus der Ältere
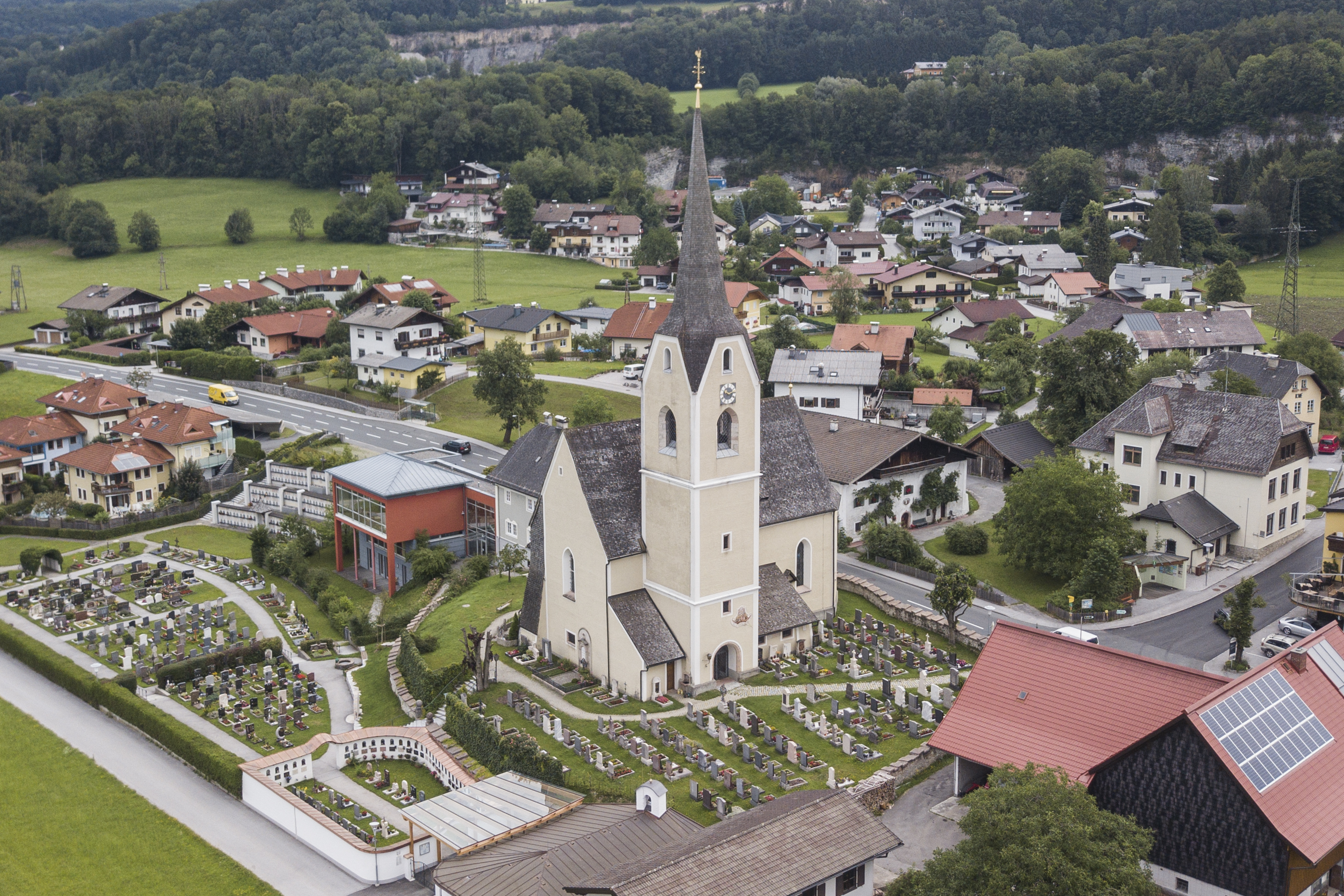
Pfarrkirche Puch bei Hallein
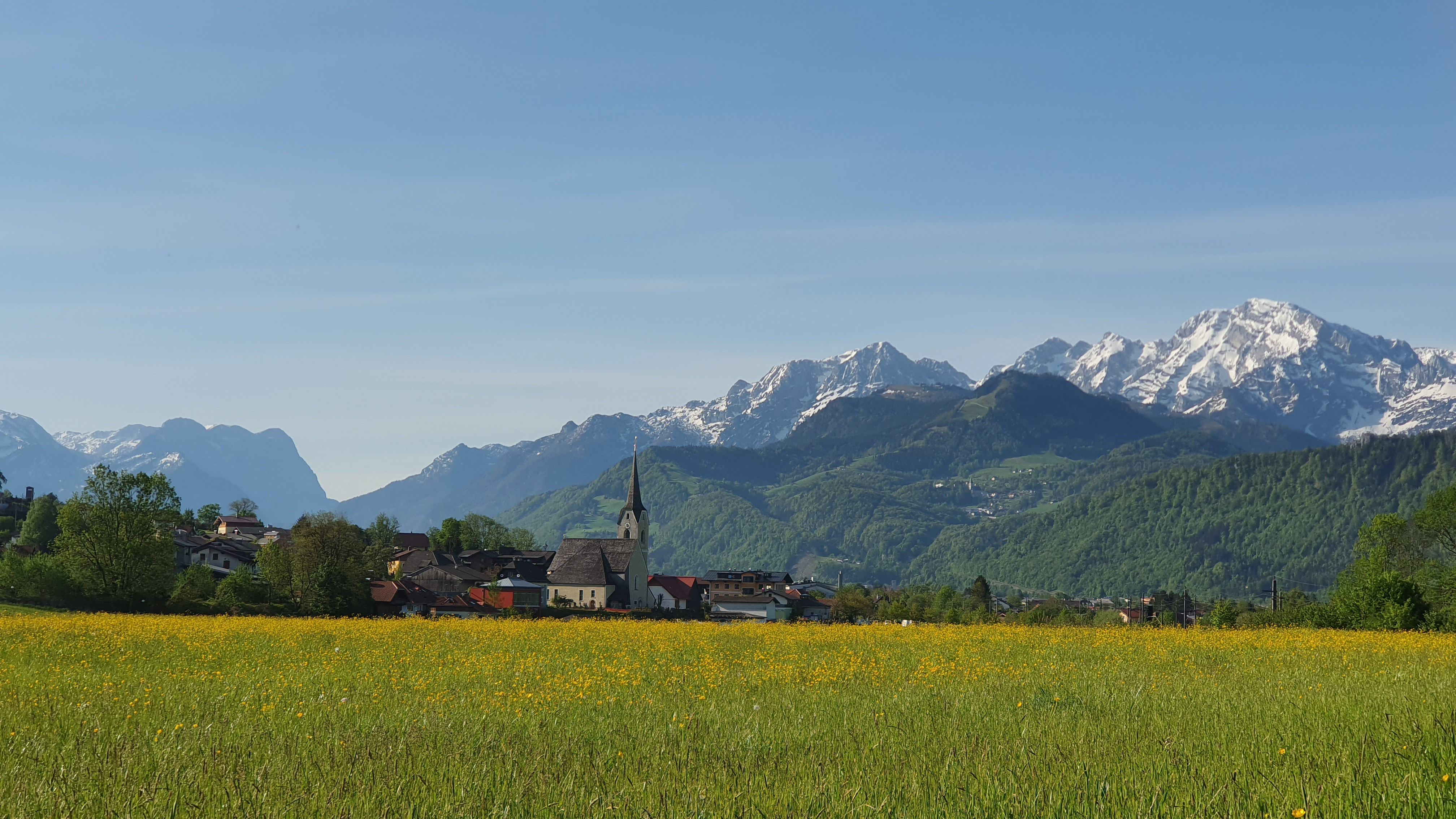
Panoramablick auf Puch bei Salzburg